# Delphinium petrodavisianum
Delphinium petrodavisianum är en ranunkelväxtart som beskrevs av Ilarslan och Kit Tan. Delphinium petrodavisianum ingår i släktet storriddarsporrar, och familjen ranunkelväxter. Inga underarter finns listade i Catalogue of Life.